# Bond ter Bestrijding eener Gruwelmode

De vrouw met het geweer, door Gordon Ross, 1911. Een cartoon van een vrouw met een hoed met veren, waarschijnlijk Coco Chanel, die grote witte vogels afschiet. Twee honden met mannengezichten met als titel "Frenche Milliner" (Franse hoedenmakers) brengen de geschoten vogels naar een stapel.

De Bond ter Bestrijding eener Gruwelmode was een Nederlandse organisatie die zich keerde tegen het gebruik van vogelonderdelen voor kleding, met name hoeden. De bond is in 1892 opgericht.
Aan het eind van de negentiende eeuw werden op grote schaal vogels gevangen in Europa, de Verenigde Staten en verschillende Europese koloniën. Een van bestemmingen vormden dameshoeden, die in verschillende Europese fabrieken vervaardigd werden. Sterns en zilverreigers waren geliefde vogels voor dit doel.
Met name gegoede, vaak adellijke dames keerden zich tegen deze mode, onder meer in Engeland en Nederland. In Engeland richtte Emily Williamson in 1889 de "Plumage League" op, de voorloper van de Royal Society for the Protection of Birds.
In Nederland waren het Cécile de Jong van Beek en Donk en haar zuster  Elisabeth de Jong van Beek en Donk die hier een actieve rol speelden. Zij stelden in publicaties deze mode aan de kaak en richtten in Den Haag een organisatie op, de Bond ter Bestrijding eener Gruwelmode. De organisatie kan als voorloper gezien worden van de in 1899 opgerichte  'Vereeniging tot Bescherming van Vogels' met als ere-presidente Cécile de Jong van Beek en Donk.

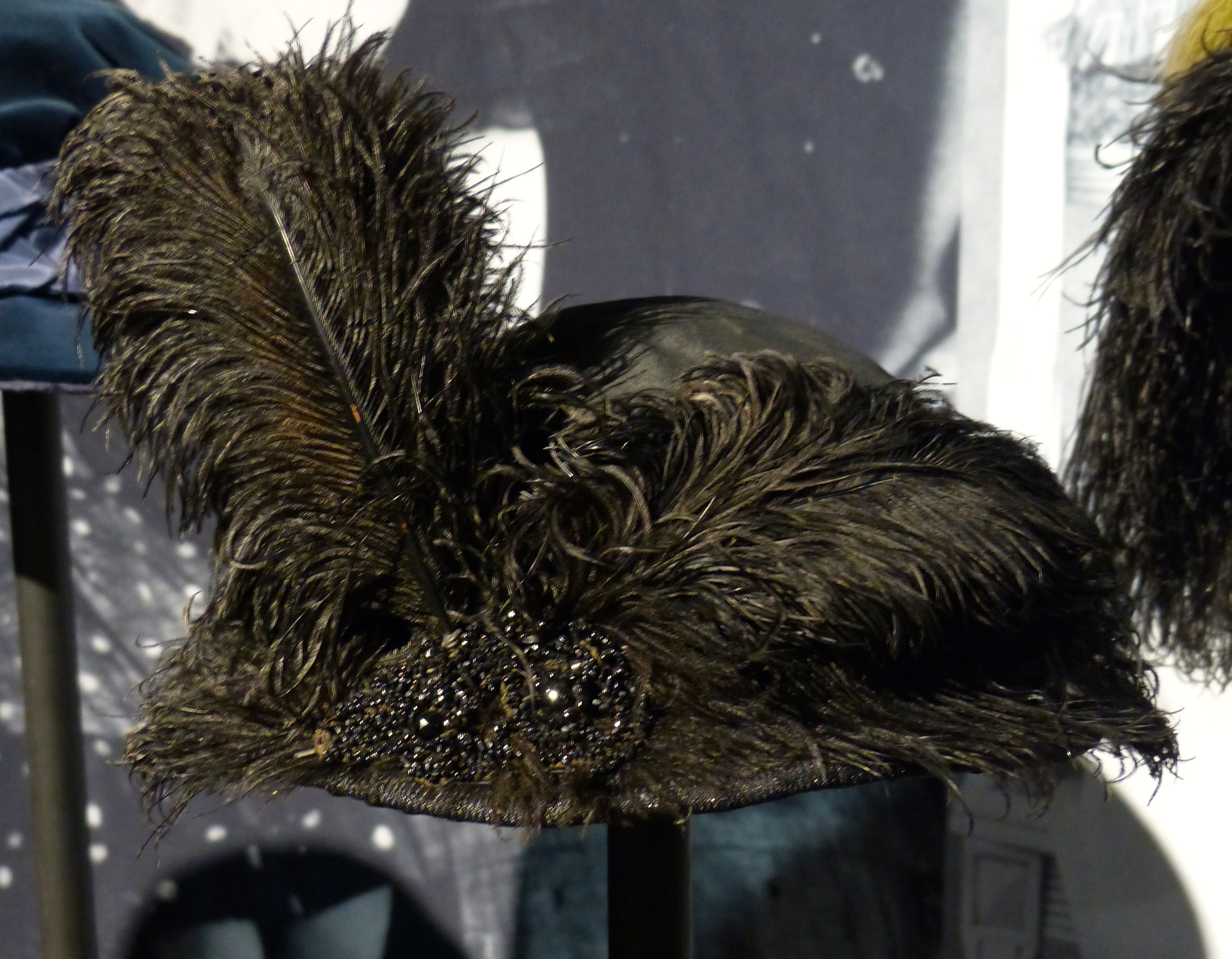
Hoed uit de jaren 1910 met veren

.